# Tmesisternus herbaceus
Tmesisternus herbaceus è una specie di coleottero del genere Tmesisternus, famiglia Cerambycidae. Fu descritta scientificamente da Pascoe nel 1862 e abita frequentemente le foreste tropicali della zona occidentale della Papua Nuova Guinea. È una specie che raggiunge dimensioni tra i 10 e i 14 mm.